# Laitila
Laitila (en sueco Letala) es una ciudad y municipio de Finlandia, situada en la Región de Finlandia Propia. En 2017 su población era de 8.620 habitantes. La superficie del término municipal es de 545,32 km², de los cuales 13,71 km² son de agua. El municipio tiene una  densidad de población de 16,21 hab./km².
Limita con los municipios de Mynämäki, Pyhäranta, Uusikaupunki, Vehmaa, Eura y Rauma, estos dos últimos en la región de Satakunta.
El idioma oficial es el finés.